# Spermatozoo

Struttura di uno spermatozoo

Lo spermatozoo (o nemaspermio) è la cellula gametica maschile e ha il compito di raggiungere il gamete femminile, l'ovulo, per fecondarlo durante la riproduzione sessuale anfigonica. Dall'unione delle due cellule si forma lo zigote, la prima cellula diploide, la quale andando incontro a numerose mitosi, andrà a svilupparsi in un embrione. Fu il fiammingo Antony van Leeuwenhoek nel 1677 che identificò per primo, con un microscopio, gli spermatozoi: vide testa e coda e li definì animalculi, piccoli animali.
In talune specie lo spermatozoo (che in altre si muove con movimenti ameboidi) è detto flagellato perché presenta un lungo flagello il cui compito è garantire la motilità al gamete. È importante notare che gli spermatozoi di nuova formazione derivati dal processo di "spermiogenesi" (il processo di trasformazione degli spermatidi in spermatozoi) sono "immobili" e quindi non possono fecondare un ovocita. 
Questa capacità viene acquisita solo dopo il loro transito nell'epididimo in cui vengono capacitati al movimento, mentre nell'apparato riproduttore femminile essi acquisiranno la cosiddetta "capacitazione" cioè ulteriori modificazioni che consentiranno l'acquisizione della capacità di fecondazione.
In tali specie gli spermatozoi si caratterizzano per la presenza di una testa e di una coda.

## Anatomia dello spermatozoo
Lo spermatozoo flagellato si caratterizza per la distinguibilità del suo corpo in due parti differenti: la testa, di circa 5-10 µm di lunghezza, e la coda, lunga circa 60 µm.

### Testa
La testa dello spermatozoo è composta da due parti: il nucleo, contenente cromatina fortemente addensata ed in corredo aploide, e l'acrosoma, lisosoma primario di notevoli dimensioni che incappuccia il nucleo per 2/3 della sua lunghezza il cui compito è quello di aprirsi un varco nella parete dell'ovulo grazie ad enzimi litici in esso contenuti e liberati al momento opportuno. 
La notevole condensazione della cromatina è resa possibile da un tipo di istone (detto istone germinale o protammina) particolarmente ricco di arginina, proteina basica, che si sostituisce all'istone tradizionale ricco di lisina: in questo modo si ottiene una notevole riduzione delle dimensioni nucleari che facilita il moto degli spermatozoi e l'inattività del genoma in esso contenuto durante il tragitto che porterà pochi spermatozoi nei pressi dell'ovulo da fecondare. Sulla membrana nucleare non sono presenti pori nucleari.
L'acrosoma trae origine da una grossa cisterna dell'apparato del golgi ricca di enzimi litici che successivamente va ad incappucciare il nucleo cellulare. Durante la fecondazione, l'unione dello spermatozoo con l'ovocita secondario, innesca la liberazione degli enzimi idrolitici responsabili della digestione della membrana extracellulare dell'ovocita, facilitando così l'accesso dello spermatozoo alla membrana plasmatica dell'ovocita stesso. Questo processo prende il nome di "reazione acrosomiale".

### Coda-flagello
La coda dello spermatozoo è costituita da un flagello molto lungo (intorno ai 50-60 µm circa) che termina poco prima della testa in corrispondenza di una particolare zona chiamata piastra basale. Nel loro insieme coda e testa sono rivestite dalla membrana plasmatica. La coda presenta caratteristiche morfologiche differenti lungo il suo decorso, caratteristiche che rendono necessaria la suddivisione della struttura in quattro parti: il collo, il tratto intermedio, il tratto principale  e il tratto terminale.
- Il collo presenta un diametro leggermente maggiore di qualsiasi altra parte della coda e contiene i residui citoplasmatici dello spermatide. Tra gli elementi importanti contenuti nel collo c'è un centriolo in posizione trasversale rispetto all'asse di simmetria dello spermatozoo, chiamato centriolo prossimale, e una placca basale di materiale denso dove si ancorano 9 colonne segmentate fibrose a costituzione proteica che si continuano per tutta la coda.
- Il tratto intermedio è costituito dalle 9 colonne segmentate che circondano il flagello interno costituito dalla tipica struttura microtubulare 9 + 2. Il reperto più importante del tratto intermedio rimane tuttavia la cosiddetta guaina mitocondriale: tanti mitocondri si pongono tra la membrana plasmatica e le nove colonne fibrose a formare un rivestimento che fornisce energia per il movimento dello spermatozoo. Il tratto intermedio termina con una struttura proteica ad anello chiamata annulus.
- Il tratto principale è caratterizzato dal flagello rivestito dalle colonne striate: che continuano con una struttura circolare che avvolge le altre sette colonne rimanenti; tale struttura si interrompe a intervalli regolari. La sua interruzione definitiva segna l'inizio del tratto terminale.
- Il tratto terminale è costituito dalla sola struttura microtubulare rivestita dalla membrana plasmatica.

## Formazione dello spermatozoo
Il processo di formazione dello spermatozoo inizia nel maschio con la pubertà, intorno agli 11-15 anni, e viene chiamato spermatogenesi; avviene in particolari organi chiamati testicoli, le gonadi maschili, presenti nell'apparato genitale di individui di sesso maschile. Più precisamente la spermatogenesi avviene all'interno dei tubuli seminiferi, strutture tubulari rivestite da una sorta di tessuto epiteliale pluristratificato costituito in maggioranza dalle cellule germinali e perciò detto epitelio germinale (per distinguerlo dall'epitelio germinativo dell'ovaio). Oltre alle cellule germinali (presenti in diversi stadi di maturazione dall'esterno all'interno del tubulo seminifero) si trovano nell'epitelio germinativo cellule isolate dal nucleo grosso e chiaro aventi funzione di sostegno e di ricezione ormonale per gli ormoni FSH e testosterone: il loro nome è cellule del Sertoli.

### Dallo spermatogonio allo spermatocito
Come già detto, dall'esterno all'interno dei tubuli seminiferi si osservano differenti fasi di maturazione delle cellule germinali: le cellule più esterne dunque corrispondono alla prima fase di maturazione dello spermatozoo, lo spermatogonio. Gli spermatogoni si dividono in due classi: spermatogoni A (a nucleo pulverulento, con cromatina dispersa in fini granulazioni) e B (a nucleo crostoso, con cromatina addensata in numerose zolle). A loro volta gli spermatogoni di tipo A si dividono in tipo A scuro e tipo A chiaro. Gli spermatogoni di tipo B sono i diretti precursori degli spermatociti e derivano dagli spermatogoni A chiari, a loro volta derivati dagli spermatogoni A scuri. Spermatogoni e spermatociti costituiscono la parte basale dell'epitelio dei tubuli seminiferi: il tratto caratteristico di questa parte basale è la presenza di numerosissime cellule con nucleo apparentemente irregolare, in realtà costituito da cromosomi mitotici.

### I vari stadi dello spermatocito
Lo spermatocito, chiamato spermatocito I, derivato dallo spermatogonio B subisce una divisione meiotica, o meiosi, un processo particolare composto da due divisioni a intervalli ravvicinati che portano, attraverso un passaggio intermedio di due cellule chiamate spermatociti II, alla formazione di quattro cellule chiamati spermatidi, prive di flagello, di dimensioni circa un quarto di quelle dello spermatocito I iniziale. Il corredo cromosomico dello spermatocito I è diploide e in doppia copia (nell'uomo 46 cromosomi con 2 cromatidi identici per ciascun cromosoma), dello spermatocito II è aploide e in doppia copia (23 cromosomi con due cromatidi ciascuno) e dello spermatide è aploide e in singola copia.

### Fasi finali della maturazione
La fase finale della maturazione di uno spermatozoo vede l'ulteriore compattazione del materiale cromatinico del nucleo spermatico, lo sviluppo del lungo flagello e della vescicola acrosomale e l'espulsione del citoplasma superfluo. Questi passaggi avvengono in sincronia all'interno di gruppi di spermatozoi in maturazione (6-8 per gruppo) perché durante le divisioni meiotiche il citoplasma cellulare ha mantenuto con le cellule vicine dei ponti citoplasmatici (zone di collegamento in cui la cellula non si è divisa completamente). I residui citoplasmatici sono visibili in preparati istologici nel lume dei tubuli seminiferi.

### Mobilitazione e capacitazione

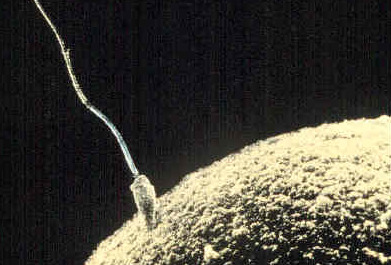
Spermatozoo nei pressi della superficie di un ovulo

A maturazione morfologica conclusa, lo spermatozoo deve andare incontro ad un'ulteriore maturazione funzionale in due fasi: la mobilitazione, che avviene nell'epididimo (nella gonade maschile) e permette agli spermatozoi di muovere il flagello, e la capacitazione, che avviene nelle tube uterine femminili e permette sempre agli spermatozoi di subire la reazione acrosomiale che permetterà loro di poter fecondare l'ovulo.